# Tambo Colorado

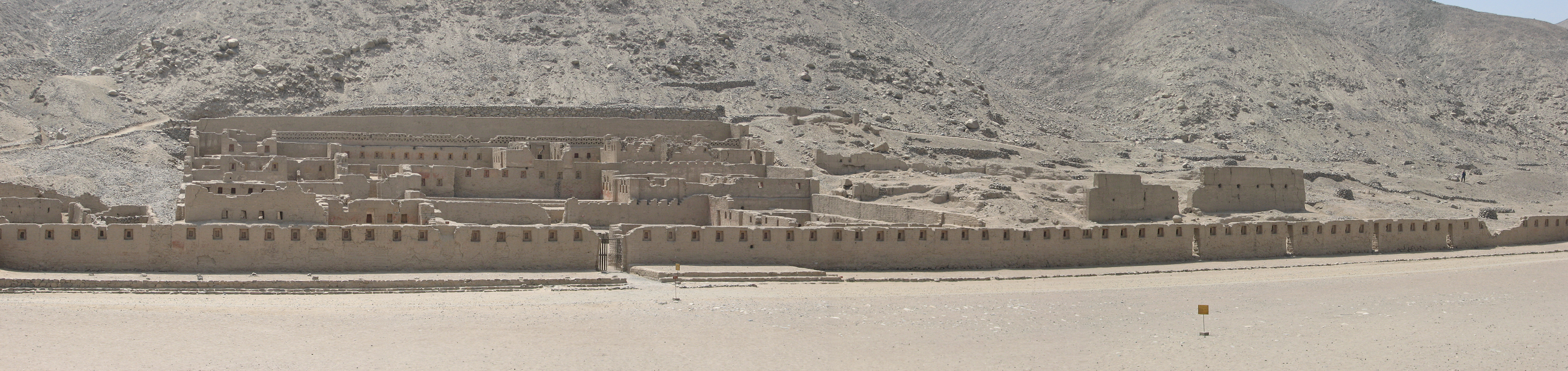
Panorama di Tambo Colorado

Tambo Colorado è un complesso inca in adobe ben conservato sulla costa del Perù, noto anche come Puka Tampu, Pucallacta o Pucahuasi.

## Posizione geografica
Il sito si trova sulla costa meridionale del Perú, nella valle del fiume Pisco, a circa 40 km lungo la strada per Ayacucho nota come Via de los Libertadores, vicino alla città di Pisco. I primi rapporti dopo il terremoto del Perù del 2007 non hanno evidenziato gravi danni.
Il 2 agosto 2009 il sito è stato fotografato con un GPS ad alta risoluzione, utilizzando un L2 GPS (Trimble GeoXH with Zephyr), e la sua posizione è stata calcolata nel reticolato chilometrico di Mercatore:
- Nord: 8484705,386 m (± 0,8 m)
- Est: 410335,884 m (± 0,8 m)
- Altitudine (m s.l.m.): 484,849 m (±1,8 m)

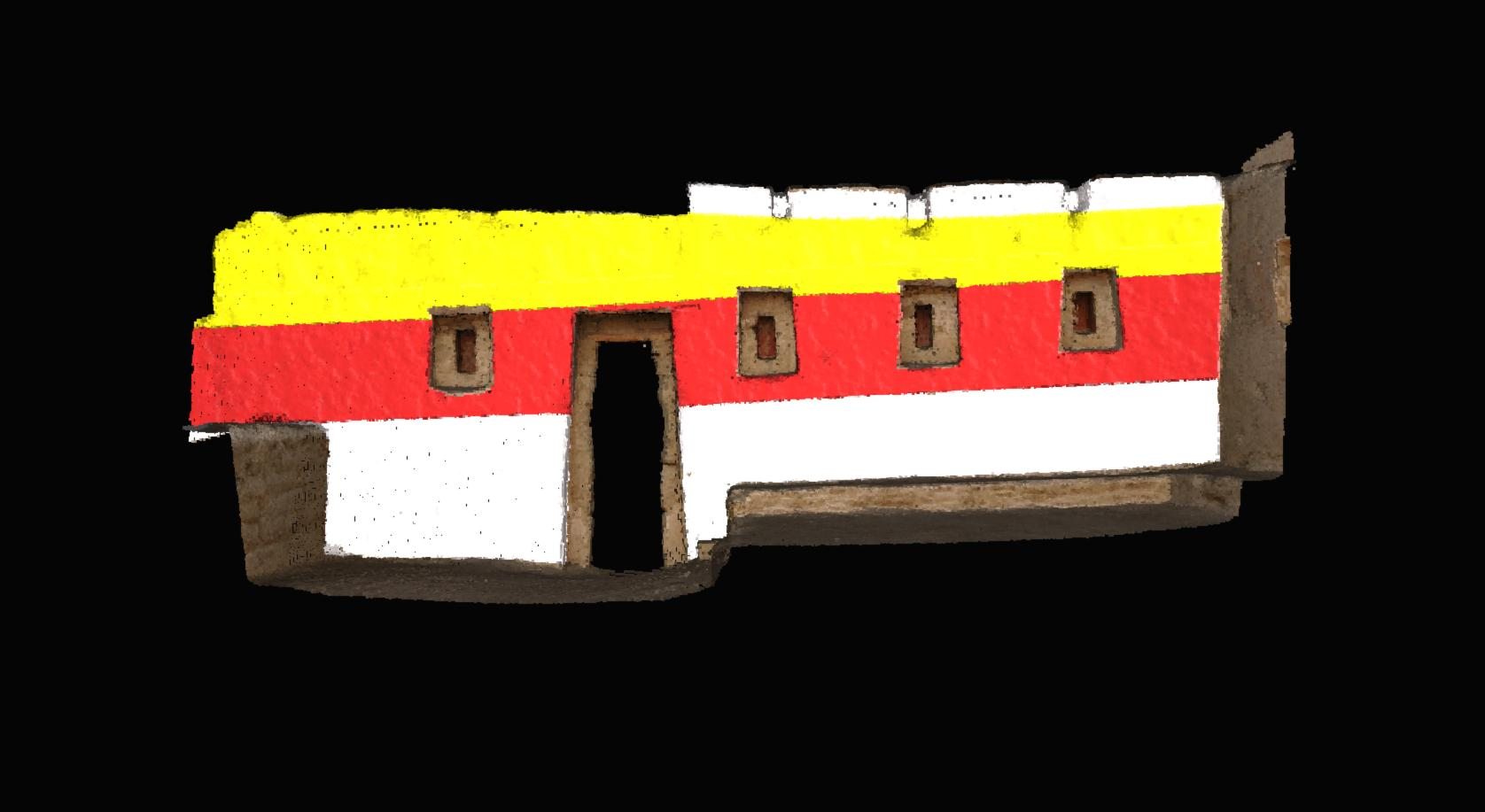
Ricostruzione digitale dell'originale pittura inca sul muro della stanza 42

- Zona UTM 18 Sud, Datum WGS 1984.

## Storia
Il sito fu probabilmente costruito alla fine del XV secolo, durante il regno del re inca Pachacuti Inca Yupanqui.

## Etimologia
Il sito deve il nome all'abbondante uso di colori sulle mura. Grazie alle favorevoli condizioni climatiche (molto asciutte) molti muri di Tambo, sia interni che esterni, mantengono tuttora abbastanza residui di pittura da permettere un'accurata ricostruzione di quello che era il muro originario. I colori venivano spesso applicati con strisciate orizzontali di rosso, nero, bianco e giallo ocra sopra a stucco, e le variazioni di colore accentuavano le caratteristiche architettoniche quali le nicchie. Le nicchie trapezoidali di Tambo hanno uno o due volumi ognuna, spesso usati per deporre oggetti di valore. Come tutte le costruzioni inca, le dimensioni delle nicchie erano standardizzate in tutto il complesso.

## Aspetto

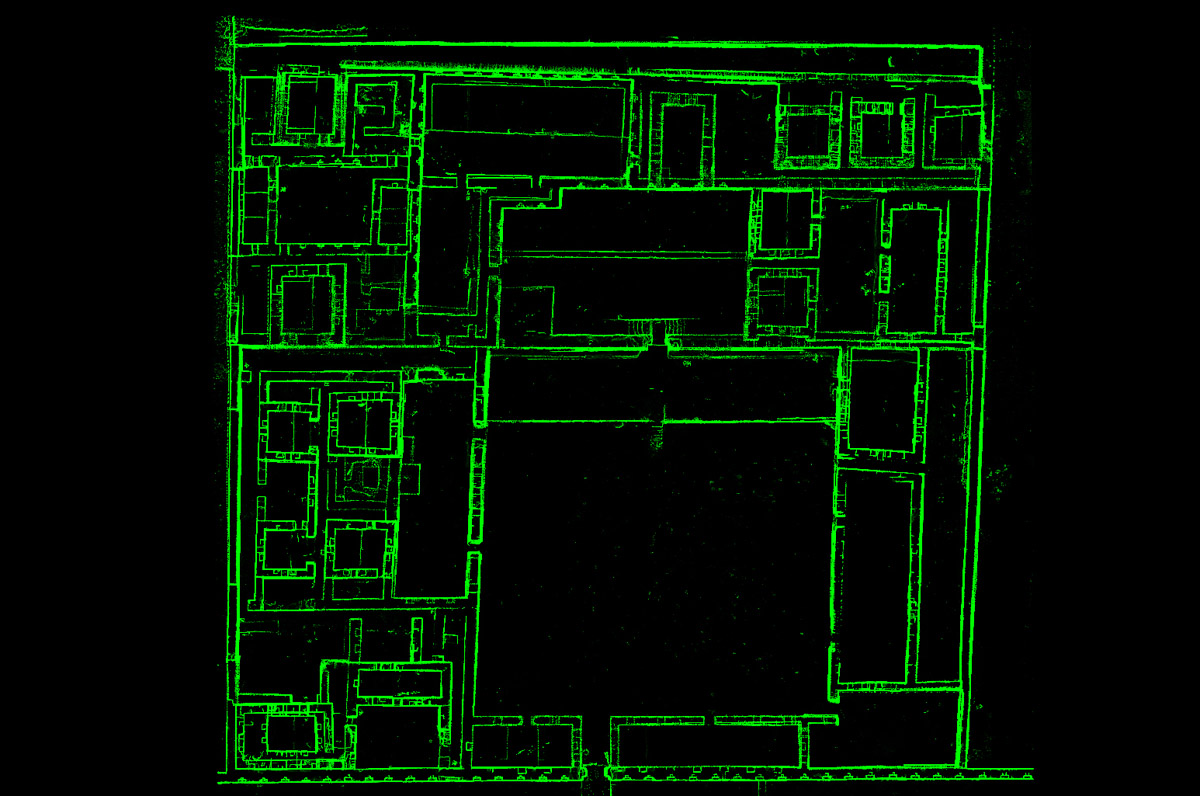
Pianta del palazzo settentrionale, effettuata con uno scanner 3D

Il sito è composto da molte strutture disposte attorno ad una grande piazza centrale. La piazza centrale ha la forma di un trapezio con la base maggiore lunga 150 metri. Le strutture principali sono raggruppate insieme in una parte settentrionale ed una meridionale (Sector Norte e Sector Sur). Questi edifici sono noti come palazzo settentrionale e due palazzi meridionali, fiancheggiati da un ushnu (piattaforma cerimoniale rialzata) e da un altro edificio.

## Utilizzo
Si crede che sia stato usato dagli Inca come sito amministrativo e di controllo lungo la strada principale che univa la costa alle alture interne.

## Museo
Vicino all'entrata del complesso si trova un piccolo museo.